# Jyrki Kiiskinen
Jyrki Juhani Kiiskinen, född 11 juni 1963 i Helsingfors, är en finländsk författare och litteraturkritiker. 
Kiiskinen avlade humanistisk kandidatexamen 1992. Han var chefredaktör för tidskriften Nuori Voima 1991–1994 och för Books from Finland från 1994. Han har utgett en rad diktsamlingar i en senmodernistisk stil där vardagen beskrivs på ett skiftningsrikt språk. Han räknas som en av de främsta finska poeterna i sin generation. Bland böckerna märks de lyriska verken Silmän kartta (1992), Jänis ja vanki (2000) och On kylmllä palaa (2004) samt romanen Suomies (1994). Han har även framträtt som kolumnist i Hufvudstadsbladet och Helsingin Sanomat. 
Kiiskinen tilldelades Eino Leino-priset 1993 och Kalevi Jäntti-priset 1995 samt Den dansande björnen 2000 och Översättarbjörnen 2008.